# Pandanus orculiformis
Pandanus orculiformis är en enhjärtbladig växtart som beskrevs av Ryozo Kanehira. Pandanus orculiformis ingår i släktet Pandanus och familjen Pandanaceae. Inga underarter finns listade.